# Ajuntament d'Agramunt
L'Ajuntament d'Agramunt és un edifici del municipi d'Agramunt (Urgell) declarat bé cultural d'interès nacional.

## Descripció
Substituint l'anterior edifici comunal, a la plaça de l'Església, s'edificà la nova Casa del Consell de la Vila. Prengué la forma d'una construcció quadrangular amb planta baixa, pis i golfes. La seva façana consta d'un nivell inferior que s'obre a la plaça a partir d'una porxada d'arcs de mig punt sobre pilars pilars quadrangulars i un pis noble emfasitzat amb triple balconada. La balconada central, més destacada, és una porta allindanada, envoltada per un lleu encoixinat a saltacavall al centre del qual es disposa en relleu l'escut de la vila, sostingut per minyons a la manera de les tipologies siscentistes. Les golfes són marcades per una galeria d'obertures de mig punt sobre pilars quadrats, separada del pis inferior per una cornisa. Completa l'ornamentació de l'edifici l'encoixinat de les cantoneres on s'alternen blocs rectangulars i romboidals.
Per les seves característiques, l'Ajuntament d'Agramunt es relaciona tradicionalment amb els de Cervera i Manresa, i especialment amb el primer, a causa tant de la solució de l'emmarcament de les obertures principals amb dovellatge a saltacavall amb escut sobre la clau, com de la divisió entre s cossos horitzontals de l'alçat de la façana, amb un cos de finestres-galeria sobre cornisa al nivell de les golfes, així com pel seu emmarcament, amb l'encoixinat de les cantonades. César Martinell suposava que l'Ajuntament d'Agramunt era obra de Francesc Puig, escultor i autor documentat de l'Ajuntament cerverí cap a l'any 1682, si bé un major grau d'elaboració en els detalls i la composició d'Agramunt fan pensar en aquest darrer cas en una cronologia més avançada.
Això no obstant, el conjunt de Cervera palesa una més directa i coherent interpretació de la lògica dels elements que empra, que no trobem a Agramunt, on l'encoixinat ha perdut entitat i relleu en favor de les raons ornamentals, la qual cosa permet la seva utilització en la balconera central: més que un element tectònic, és aquí una decoració significant, al servei de l'enaltiment de l'àrea noble. Tal opinió comportaria, si més no, pensar en una mà diferent de la d'en Puig, i que, tenint present el model de Cervera, l'Ajuntament d'Agramunt és datable amb posterioritat, fins i tot ja dins cronologies del segle xviii.